# Betta tussyae
Espèce
Statut de conservation UICN

 EN B1ab(iii) : En danger
Betta tussyae est une espèce de poissons d'eau douce de la famille des Osphronemidae endémique de Malaisie, on le trouve principalement à Pahang.

## Description
Betta tussyae mesure entre 30 et 37 mm. Les individus sont fréquemment de couleur rouge.
Les individus adultes de cette espèce arborent un dimorphisme sexuel ; les mâles sont plus colorés et développent des nageoires plus longues que celles des femelles.

Dimorphisme sexuel chez Betta tussyae
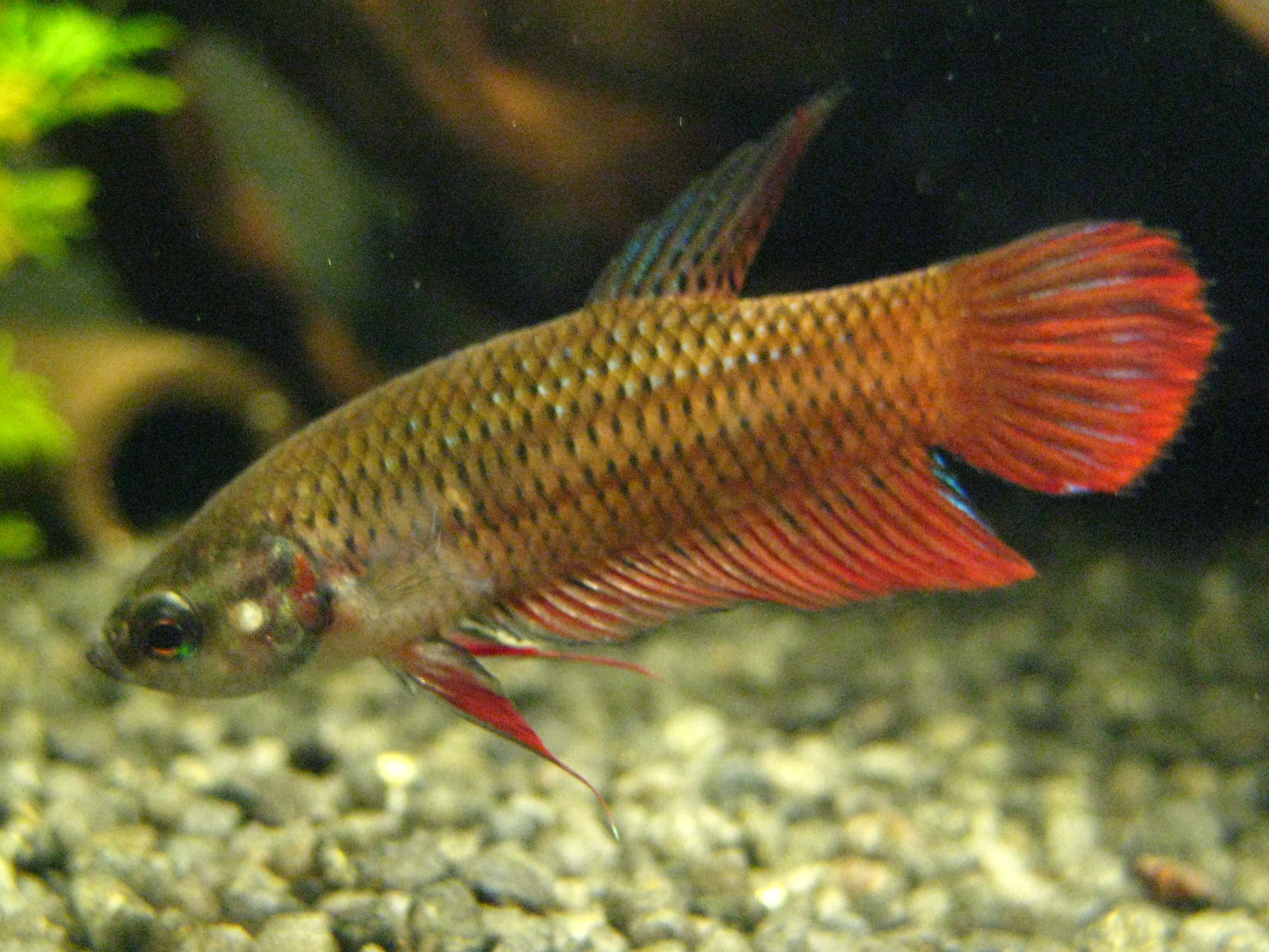
Betta tussyae mâle
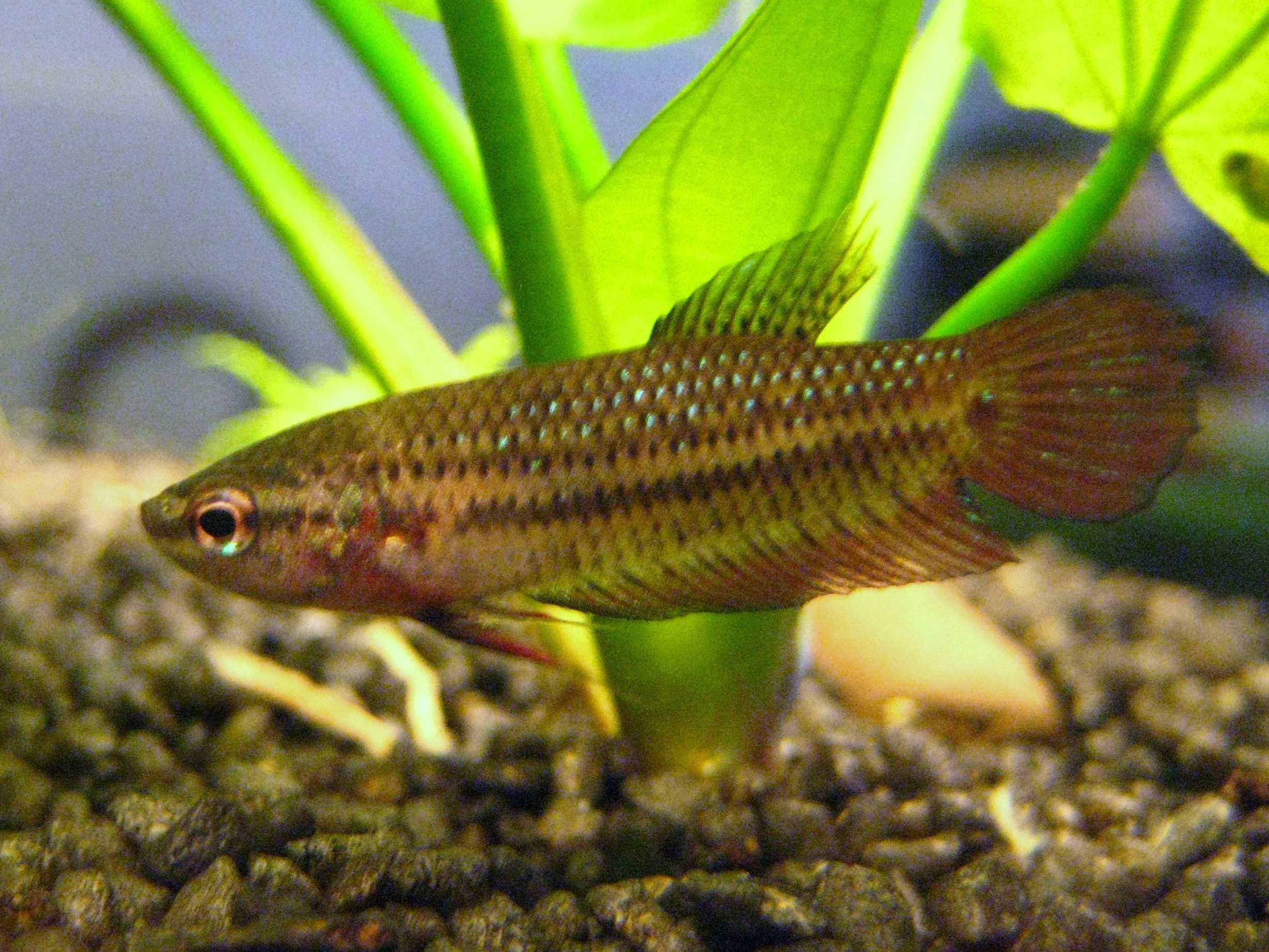
Betta tussyae femelle

## Étymologie
Son nom spécifique, tussyae, lui a été donné en l'honneur de Tussy Nagy qui, avec son mari Peter Nagy (aquariophile autrichien), furent les premiers à introduire cette espèce en Europe.

## Publication originale
- (de) Dieter Schaller, « Betta tussyae spec. nov., ein neuer Kampffisch aus Malaysia (vorläufige Mitteilung) », DATZ, Allemagne, Natur und Tier - Verlag (d), vol. 38, no 8,‎ août 1985, p. 348-350 (ISSN 1616-3222 et 0003-7265, lire en ligne).